# Masdevallia ventricularia
Masdevallia ventricularia är en orkidéart som beskrevs av Heinrich Gustav Reichenbach. Masdevallia ventricularia ingår i släktet Masdevallia och familjen orkidéer. Inga underarter finns listade i Catalogue of Life.

## Bildgalleri

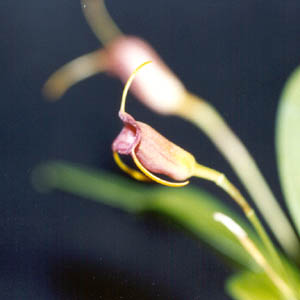
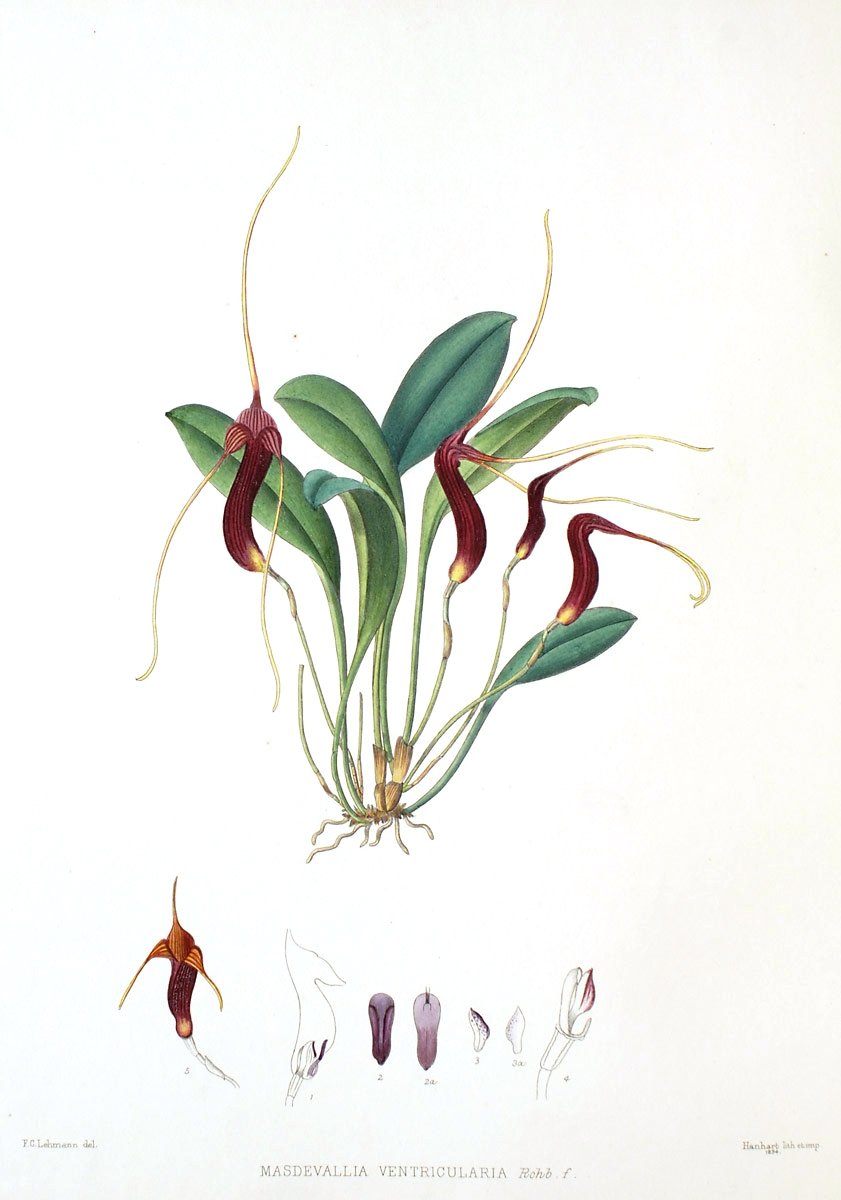